# 細川氏政
細川 氏政（ほそかわ うじまさ）は、安土桃山時代の武将。受領名は伊予守。讃岐国九十九城主。

## 概要
細川信之の末裔。天正6年（1578年）に讃岐国に侵攻した長宗我部元親に抗戦したものの、氏寺の興昌寺前夜庵の前庭で自害した。邸宅は羅漢寺蓮光院（香川県観音寺市室本町314）にあったとされる。